# Apotekarens farled

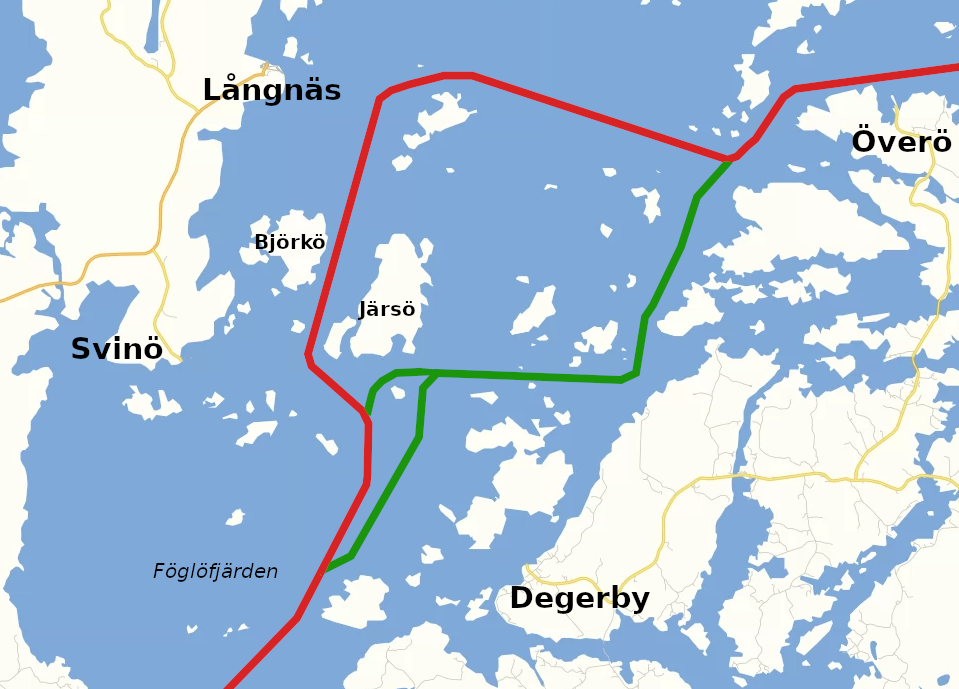
Apotekarens farled (i grönt) parallellt med huvudfarleden Skiftet–Mariehamn (i rött).

Apotekarens farled är en del av farleden mellan Skiftet och Mariehamn i Föglö på Åland. Den har ett djup på 7,0 meter och kan användas som en parallell led till den västligare trånga Järsö strömmen. Farleden har fått sitt namn efter apotekaren Fjalar Grönberg som på 1960-talet verkade politiskt för att få en färjehamn till Långnäs i Lumparland. Farleden används flitigt av färjor mellan Sverige och Finland. Röster har höjts av såväl byalag som kommunstyrelse i Föglö om att införa hastighetsbegränsningar här för att minska skador på miljö, fiske och bryggor.

## Olyckor

### M/S Amorellas grundstötning 2013
Rederiet Viking Lines kryssningsfärja M/S Amorella har stött på grund i Apotekarens farled två gånger. Första gången det skedde var den 14 december 2013; fartyget var på väg från Åbo till Mariehamn då en störning i elsystemet gjorde att styrförmågan förlorades. Ett läckage i förpiken uppstod, efter att skadorna kontrollerats fick fartyget tillstånd att fortsätta till Mariehamn. Amorella dockades i Raumo och återgick i trafik den 20 december.

### M/S Amorellas grundstötning 2020
Den 20 september 2020 stötte M/S Amorella på grund i Apotekarens farled för andra gången. På väg från Åbo till Mariehamn uppstod ett tekniskt fel i fartygets effektregleringssystem som flyttade den högra propellerns bladvinklar till fullt backningsläge. Efter en första bottenkänning sydost om Hjulgrund beslutade befälhavaren att köra upp fartyget på stranden vid ön Järsö för att stabilisera situationen. Ombord fanns 200 passagerare och kring 80 besättningsmedlemmar. Evakuering av samtliga passagerare och en del av personalen till Svinö hamn i Lumparland på fasta Åland utfördes med hjälp av fyra mindre fartyg.
Efter att Olycksutredningscentralen undersökt olycksområdet under vattenytan hittades ett stenblock som man bedömde att hade hamnat där som en följd av Amorellas grundstötning. Stenblocket hade spår av rost och färg från Amorella. Trafikledsverket avlägsnade stenblocket genom sprängning och farleden öppnades för trafik igen den 2 oktober.
Den 23 september bogserades Amorella till Långnäs hamn i Lumparland och dagen efter vidare till varv i Nådendal. Amorella återgick i trafik den 4 november.